# Washington D.C.
Washington D.C. is de hoofdstad van de Verenigde Staten. D.C. staat voor District of Columbia, het speciale federale district dat sinds de jaren 1870 hetzelfde grondgebied bestrijkt en er min of meer synoniem mee is. Het District of Columbia is vernoemd naar een oude, poëtische naam voor de Verenigde Staten: Columbia (op zijn beurt afgeleid van Columbus). Dit district behoort tot geen enkele staat, omdat het ongewenst werd geacht dat een staat invloed op de hoofdstad kon uitoefenen. Gevolg daarvan is dat de inwoners van D.C. niet deelnemen aan de verkiezingen van het Amerikaanse Congres, want dat vertegenwoordigt immers de staten. Wel nemen ze deel aan de presidentsverkiezingen. Om verwarring met de staat Washington te vermijden spreken de Amerikanen veelal niet van Washington, maar van Washington D.C., of kortweg D.C. De stad is net als de staat genoemd naar de eerste president van de VS, George Washington, en ligt aan de rivier de Potomac. Sinds de jaren 1970 heeft de stad opnieuw zelfbestuur met een burgemeester en een gekozen gemeenteraad.
Washington D.C. is als hoofdstad ontworpen, het is een geplande stad. Het oorspronkelijke plan van indeling laat de scheiding der machten (de Trias politica) goed zien: het Washington Monument vormt de hoek van een L-vorm in spiegelbeeld. Aan het uiteinde van de korte noordelijke poot bevindt zich het Witte Huis, waar de president, als hoofd van de uitvoerende macht, zetelt, en aan het uiteinde van de lange oostelijke poot bevindt zich het Capitool, waar de wetgevende macht is gevestigd.
Washington D.C. vormt maar een klein deel van het stedelijke gebied dat hier ligt; de vele uitbreidingen van regeringsgebouwen en woongebieden bevinden zich in de aangrenzende staten, Virginia en Maryland. Ook het militaire centrum het Pentagon bevindt zich in de staat Virginia. Het gehele stedelijke gebied heeft een inwonertal van meer dan 5,9 miljoen; Washington D.C. zelf telde in 2019 705.749 inwoners.

## Geschiedenis

### Voor de stichting
Hoelang het gebied waar Washington D.C. ligt al bewoond wordt, is onbekend, maar door vondsten uit de omgeving lijkt het waarschijnlijk dat het gebied tussen de 22.000 en 12.000 jaar bewoond wordt. Er zijn in de stad enkele speerpunten daterend uit ongeveer 9000 v.Chr. gevonden, die lijken op die van de Cloviscultuur, maar er zijn geen verdere sporen van bewoning uit die tijd gevonden. Sindsdien is het klimaat drastisch veranderd en werd het gebied gedomineerd door loofbossen, waar het eerder een taiga was geweest. Door de klimaatverandering werd het gemakkelijker om voedsel in de regio te vinden en er vond destijds dan ook een bevolkingsgroei plaats. De bewoners leefden van jagen en verzamelen en leidden een semi-nomadisch bestaan. Er zijn aanwijzingen gevonden dat de bevolking langzaam sedentair werd. Hoewel er maar weinig nederzettingen uit die tijd terug zijn gevonden, is bekend dat een aantal van die nederzettingen zich langs de oostelijke oever van de Anacostia bevonden. Die nederzettingen werden permanent bewoond tussen 2000 v.Chr. en 1600 n.Chr. Onder de volkeren die rond die tijd in en rond de stad leefden was de Talkcultuur. Dat volk zorgde onder andere voor een vijf- of zestal belangrijke talkgroeven in de stad. De grootste groeve, de Rose Hill quarry, besloeg twee heuvels en bevond zich in het noordwesten van huidig Washington D.C. Van het talk werden onder andere kommen gemaakt. Rond 1.000 v.Chr. brak de Woodlandperiode aan, die echter pas rond 500 v.Chr. in Washington D.C. begon. Kenmerken van die periode hielden onder andere gedomesticeerde planten en een hoge productie van potten in. Een van de gewassen die tijdens de Woodlandperiode in het huidige grondgebied van de Verenigde Staten werd geïntroduceerd, mais, kwam pas rond 100 n.Chr. in de omgeving van de stad terecht. De ontwikkeling van mais en de introductie van peulvruchten rond 1000 n.Chr. had een grote impact op de levenswijze van de lokale bewoners.
Een aantal eeuwen later, in 1607, werd bijna 200 kilometer bij Washington D.C. vandaan in Jamestown de Kolonie Virginia gesticht. Eén jaar na de stichting begon ontdekkingsreiziger John Smith een expeditie, tijdens welke hij de Potomac opvoer tot Washington D.C. Hij was daarmee de eerste Europeaan die het grondgebied van het huidige Washington D.C. betrad. In 1612 publiceerde hij een kaart van de regio op basis van zijn expeditie. Op Smiths kaart werden twee dorpen binnen Washington D.C. aangegeven. Dat waren een naamloos dorp in het westen van de stad en een dorp genaamd Nacotchtanck aan de oostelijke oever van de Anacostia, waar een indianenstam met dezelfde naam woonde. Zij werkten veel samen met de Piscataway, die tevens de omgeving van het huidige Washington D.C. bewoonden. Nacotchtanck lag waarschijnlijk in een landbouwgebied. In 1622 werd het dorp geplunderd en platgebrand door de kolonisten, omdat de indianen weigerden handel te drijven. De overlevenden gingen een eindje verder langs de rivier wonen. Ook werden de Piscataway die in het gebied woonden weggejaagd, nadat ze zich niet tot het christendom wilden bekeren. Later in de 17e eeuw raakten de Piscataway vaak met de kolonisten in conflict over wie welke grond bezat rond de stad. Uiteindelijk besloten de kolonisten in 1673 alle indianen van een reservaat te verplaatsen naar een fort dat waarschijnlijk binnen de grenzen van het huidige Washington D.C. lag. De indianen gingen akkoord, maar verlieten hun huizen op bevel van hun leider in 1697. Het volk wist geen vestigingsplaats te vinden en leden sloten zich bij andere volkeren aan.
In 1662 begon de eerste bewoning door de Europese kolonisten in het gebied, toen George Thompson bezitter werd van een stuk land met een oppervlakte van 4 km² gelegen in het oosten van de stad. Thompson verkocht het stuk land echter acht jaar later, in 1670. In de daaropvolgende periode werden op de plaats waar zich nu de overheidsgebouwen bevinden, landhuizen gebouwd. De eigenaren van de landhuizen hadden vaak grote plantages, waarop vooral Afrikaanse slaven werkten.

### Van compromis tot ontwerp
Na de Amerikaanse Onafhankelijkheidsoorlog was de hoofdstad van de Verenigde Staten achtereenvolgens New York (van 1783 tot 1790) en Philadelphia in de staat Pennsylvania (van 1790 tot 1800). De plaats waar de permanente hoofdstad zou komen, was een heet twistpunt tussen de diverse staten. De grondwet had bepaald dat er een district moest komen dat geen onderdeel was van een staat en niet groter mocht zijn dan "10 mijl in het vierkant". Na lang touwtrekken kwamen de minister van financiën en noorderling Alexander Hamilton en de uit het zuiden afkomstige minister van binnenlandse zaken Thomas Jefferson overeen om het federale district aan de Potomac te vestigen. In 1790 werd de Residence Act aangenomen die de bouw van de stad regelde op land dat de staten Maryland en Virginia hiervoor hadden afgestaan aan de federale overheid. Op uitdrukkelijk verzoek van George Washington werd Alexandria opgenomen in het district, hoewel er in en rond die stad geen federale overheidsgebouwen gebouwd mochten worden. In 1791 werd besloten het federale district Columbia Territory te noemen en de erin gelegen hoofdstad Washington.

Kaart die L'Enfants ontwerp voor de stad laat zien

Pierre Charles L’Enfant werd door George Washington aangesteld om de nieuwe hoofdstad te ontwerpen. Op 19 augustus 1791 presenteerde L'Enfant zijn ontwerp, gecentreerd op de locatie waar nu het Capitool staat. De stad moest een netwerk van straten krijgen die noord-zuid en oost-west liepen met diagonaal lopende avenues, genoemd naar staten van de Unie. Op de kruispunten van deze avenues moesten groots opgezette rotondes komen die eer zouden betonen aan beroemde Amerikanen. Een van deze boulevards, nu Pennsylvania Avenue, zou het huis van de president gaan verbinden met het Capitool. In september 1791 werd officieel de naam Washington gekozen voor de stad. Op 13 oktober 1792 werd de hoeksteen voor het Witte Huis gelegd.
Na diverse conflicten tussen L'Enfant en drie door Washington benoemde commissieleden die op de bouw van de stad toezagen, werd L'Enfant ontheven uit zijn functie en vervangen door Andrew Ellicott, die L'Enfants ontwerp danig wijzigde. De straten die oost-west lopen kregen letters, terwijl de noord-zuid lopende straten opeenvolgende nummers kregen. Uitzondering was J Street, die vanwege mogelijke verwarring met I Street werd overgeslagen. In 1800 vestigde de federale overheid zich in de stad en op 27 februari 1801 kwam het district formeel onder jurisdictie van het Congres.

### Washington tot de Burgeroorlog
Washington D.C. groeide in de eerste decennia na de stichting ervan slechts langzaam. Delen van het district waren moerasgebieden terwijl de federale overheid moeite had om de stad economisch en demografisch te ontwikkelen. De locatie van de stad, gelegen aan het bevaarbare gedeelte van de Potomac bleek tijdens de Oorlog van 1812 een flinke handicap te zijn toen Britse troepen de rivier op kwamen en Washington binnenvielen. Op 24 augustus 1814 werden grote delen van de stad door de Britse troepen in brand gestoken. Het Witte Huis, het Capitool en diverse andere overheidsgebouwen werden hierdoor goeddeels verwoest. President James Madison moest vluchten voor de oprukkende vijandelijke troepenmacht en zwierf enige tijd rond op het platteland rond de hoofdstad vooraleer terug te kunnen keren naar Washington.
Na de oorlog begonnen de inwoners van Alexandria steeds meer onafhankelijkheid van het federale district te verlangen. De economie van de stad leed onder de competitie tussen Alexandria en Georgetown, en de slavenkwestie bracht ook frictie met zich mee. Alexandria was een centrum van de slavenhandel terwijl men vreesde voor de afschaffing van de slavernij in het federale district. Op 9 juli 1846 stemde het Congres, na een petitie van de inwoners van Alexandria, in met de teruggave van de stad aan de staat Virginia en per 1847 werd dit geformaliseerd. Hiermee werden Alexandria en het huidige Arlington losgemaakt van het district en deel van Virginia gemaakt.
De bevolking van Washington groeide nauwelijks tussen 1800 en 1860 maar de Amerikaanse Burgeroorlog, die in 1861 uitbrak, zorgde voor een instroom van troepen om de stad te verdedigen alsmede een toevloed van overheidsinstellingen. In april 1862 werd de slavernij in de stad afgeschaft. Washington werd omringd door verdedigingswerken en een aantal van deze forten zijn heden ten dage nog altijd te zien. Washington werd diverse malen bedreigd door troepen van de zuidelijke Confederatie maar nooit direct binnengevallen. Aan het einde van de oorlog, op 15 april 1865, overleed president Abraham Lincoln nadat hij de avond ervoor door John Wilkes Booth was neergeschoten in het Ford's Theatre. Het was de eerste maal dat er een president werd vermoord.

### Washington in de 19e en 20e eeuw

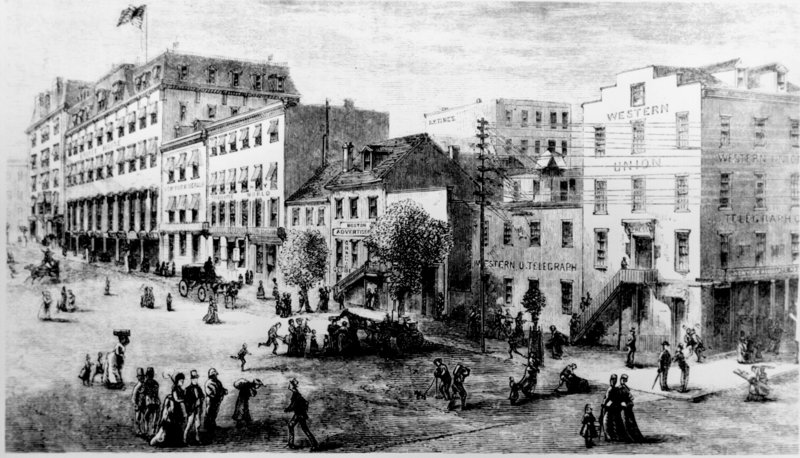
Stadsbeeld uit 1874

Het District of Columbia bestond aanvankelijk uit verschillende plaatsen. Georgetown en Washington waren aparte steden en er was ook de County of Washington. Het gebied bleek moeilijk bestuurbaar en in 1871 werd door het Congres een wet aangenomen die deze gebieden alle onder de naam Washington samenvoegde. De grenzen van Washington waren vanaf dan gelijk aan die van het District of Columbia.
Het district kreeg ook enig zelfbestuur maar een financiële crisis zorgde ervoor dat het Congres al snel weer de teugels overnam. Het zou tot in de volgende eeuw duren voordat de stad weer zelfbestuur zou krijgen.

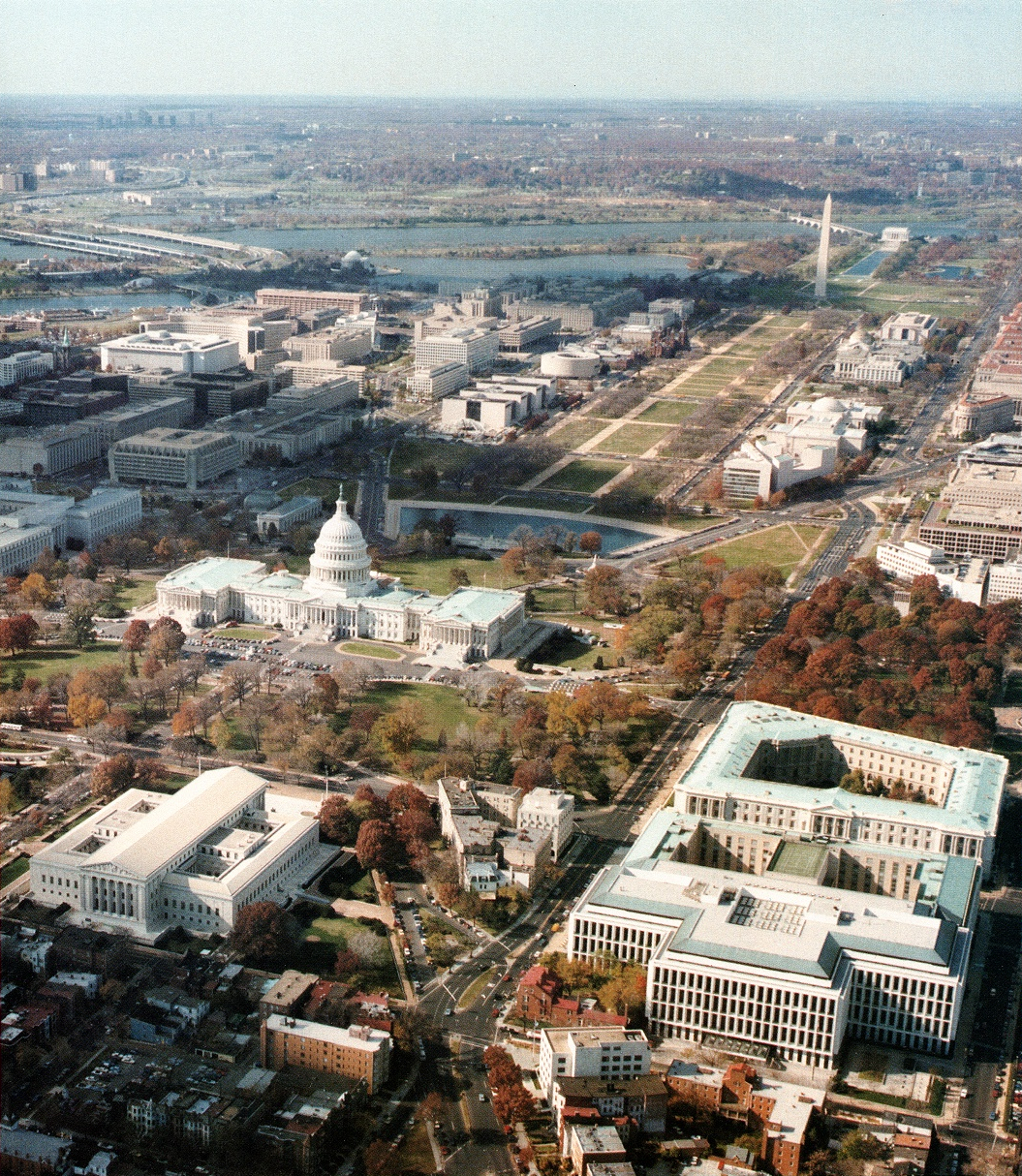
Luchtfoto van de National Mall in Washington D.C.

In 1888 werd de bouw van het Washington Monument voltooid en hiermee begon een periode van verfraaiing van de stad. Vele monumenten en musea zouden worden aangelegd in de decennia die hierop volgden, veelal langs de National Mall waar thans de meeste musea van het Smithsonian Institution zijn gevestigd. Andere belangrijke monumenten waren het Lincoln Memorial en het Jefferson Memorial. Na de Eerste Wereldoorlog, tijdens de Grote Depressie, vormde zich een leger van veteranen die kampen oprichtten langs de National Mall vooraleer zij in 1932 op initiatief van president Herbert Hoover met geweld werden verwijderd.
In 1954 was Washington de eerste stad in de VS die haar scholen openstelde voor zowel blanken als zwarten. De stad zou, mede doordat zwarten vanaf 1957 een meerderheid vormden en natuurlijk door haar status als hoofdstad van het land, een centrum worden voor de Burgerrechtenbeweging. In 1963, tijdens de Mars op Washington met 250.000 deelnemers, hield Martin Luther King zijn beroemd geworden I Have a Dream-toespraak nabij het Lincoln Memorial. In april 1968, direct na de moord op King, werd de stad het toneel van hevige rassenrellen waarbij de wijk rond U Street in vlammen opging.
Tot 1961 hadden de bewoners van het District of Columbia geen stemrecht, aangezien zij niet onder de wetten van een staat vielen. Verkiezingen werden geregeld door de staten zelf en er moest een wet van het Congres aan te pas komen om deze situatie te beëindigen. Hoewel het district geen stemgerechtigde vertegenwoordiging in het Congres heeft, kregen de bewoners stemrecht bij presidentsverkiezingen. Tegenwoordig heeft Washington D.C. 3 kiesmannen in het Kiescollege. In 1973 herkreeg de stad zelfbestuur met een burgemeester en een gekozen gemeenteraad.
Zoals veel steden in de Westerse wereld is het aantal inwoners in de tweede helft van de 20e eeuw gedaald. In de jaren 1950 had de stad meer dan 800.000 inwoners en was het qua bevolking de negende stad van de VS. Aan het begin van de 21e eeuw had de stad minder dan 600.000 inwoners, daarna is het aantal inwoners weer gestegen.

### Terrorisme

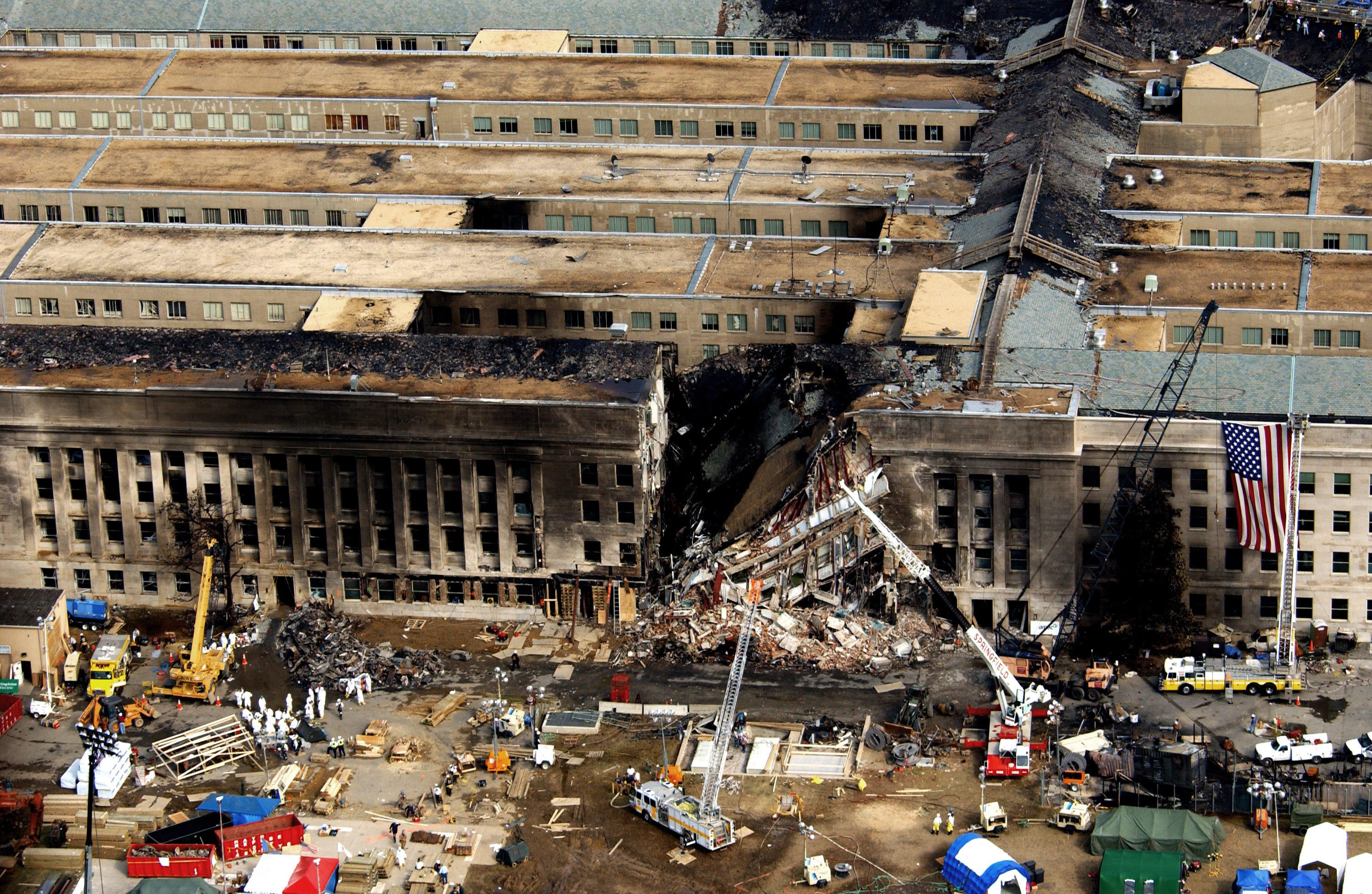
Het Pentagon kort na de aanval van 11 september 2001

Washington had in de 20e en de 21e eeuw enkele malen te maken met terrorisme. Zo werd in 1954 door een groep Puerto Ricanen een vijftal congresleden beschoten van wie er één ernstig gewond raakte.
Tijdens de terroristische aanslagen op 11 september 2001 was Washington een van de hoofddoelen. Volgens de meeste lezingen was United Airlines-vlucht 93 op weg naar de stad alvorens door toedoen van de passagiers neer te storten in een onbewoond veld in Pennsylvania. Vermoedelijk had dit gekaapte vliegtuig het Witte Huis of het Capitool als doelwit. American Airlines-vlucht 77 werd door Al Qaida-terroristen in het Pentagon (net buiten Washington, in de staat Virginia) gevlogen, met 189 doden als gevolg. Sinds deze aanval op de VS zijn er verregaande veiligheidsmaatregelen getroffen in en rond de stad. Zo zijn er restricties op privévluchten in en rond Washington en zijn er op diverse plekken, zoals in de metro en bij overheidsgebouwen, detectors geplaatst die wapens en explosieven moeten opsporen.
Op 6 januari 2021 werd het Capitool bestormd door aanhangers van president Donald Trump.

## Status
Het District of Columbia, en dus ook de stad Washington, is geen onderdeel van een staat en heeft daardoor geen stemgerechtigde vertegenwoordiging in het Amerikaanse Congres. Het district mag een vertegenwoordiger afvaardigen voor het Huis van Afgevaardigden maar deze heeft alleen spreekrecht. Wel neemt het deel aan de presidentsverkiezingen, met drie kiesmannen, (toevallig) hetzelfde aantal als wanneer het een staat zou zijn.
Er is al langere tijd een beweging die aan deze situatie een einde tracht te maken en betoogt dat DC een staat zou moeten worden. Zowel in 1993 als in 2020 werd een wet in het congres behandeld om Washington tot 51e staat te verheffen. In 1993 werd de wet niet aangenomen. In 2020 werd deze aangenomen door het huis van afgevaardigden, maar de verwachting is dat deze niet door de senaat zal komen. In beide mogelijke afwijzingen speelden overigens vooral partijpolitieke belangen de grootste rol. De staat zou, wanneer de wet wordt aangenomen, verder willen als Washington Douglass Commonwealth (D.C.), vernoemd naar Frederick Douglass.

## Geografie
Washington D.C. beslaat een oppervlakte van 177 km² waarvan zo'n 10% water is. Het wordt aan drie zijden (die delen van de rand van een rechthoek vormen) begrensd door de staat Maryland. In het zuidwesten grenst de stad aan de staat Virginia. De grens wordt hier grotendeels gevormd door de overkant van de rivier de Potomac, die door/langs de stad loopt. Ook de kleinere Anacostiarivier en de Rock Creek lopen door de stad.
Het District of Columbia, dat tegenwoordig gelijk is met de stad Washington, was oorspronkelijk een vrij moerassig gebied met een maximale hoogte van 125 m boven zeeniveau.
Enige kleinere eilanden zoals het Theodore Roosevelt Island behoren tot de stad. Hoewel Washington een belangrijke metropool is geworden zijn er nog steeds veel parken en recreatiegebieden zoals het Rock Creek Park en de National Mall die het ceremoniële hart van de stad vormt.

### Klimaat
Washington D.C. heeft volgens de klimaatclassificatie van Köppen een vochtig subtropisch klimaat, wat koude winters en warme zomers met gedurende het hele jaar veel neerslag inhoudt. De gemiddelde jaartemperatuur bedraagt een kleine 15 °C en de totale regenval ruim 1.000 millimeter. Door de hete en vochtige zomers en de koude winters staan vooral de herfst en lente bekend als aangename seizoenen.
Washington D.C. kent winters waarin de temperatuur soms onder de 0 °C zakt en er valt elk jaar ook een aantal dagen sneeuw. Jaarlijks valt er gemiddeld ruim 40 centimeter aan sneeuw. Gemiddeld zijn er per jaar circa drie dagen met een sneeuwval van meer dan 2,5 centimeter, maar er zijn ook jaren waarin ruim tien van dat soort dagen hebben plaatsgevonden. De winter van 1889/89 en 1904/05 spannen de kroon met veertien dagen met meer dan 2,5 centimeter sneeuwval. Hoewel deze winters vier sneeuwdagen meer hadden, had de winter van 2009/10 de grootste sneeuwval, namelijk 142 centimeter. Naast sneeuw komen in Washington D.C. tijdens een vorstperiode ook regelmatig uit de Noordpool afkomstige sneeuwstormen voor. De laagst gemeten temperatuur in Washington D.C. bedraagt −26 °C in februari 1899.
De zomers in Washington D.C. zijn daarentegen in het algemeen juist heet, maar daarnaast ook vochtig; de temperatuur kan in de zomers oplopen tot boven de 30 °C. De hoogste gemeten temperatuur in de stad bedraagt 41 °C en werd zowel in augustus 1918 als in juli 1930 gemeten. Naast hoge temperaturen worden de zomers ook gekenmerkt door een enkele orkaan waardoor de stad bijna jaarlijks wordt getroffen. De heftigste orkanen vonden plaats in 1896, 1933, 1954, 1972 en in 2003. Die orkanen gingen vaak ook gepaard met overstromingen.
| Maand                                                                                              | jan  | feb  | mrt  | apr  | mei   | jun  | jul  | aug  | sep  | okt  | nov  | dec  | Jaar    |
| -------------------------------------------------------------------------------------------------- | ---- | ---- | ---- | ---- | ----- | ---- | ---- | ---- | ---- | ---- | ---- | ---- | ------- |
| Hoogste maximum (°C)                                                                               | 26   | 29   | 34   | 35   | 37    | 40   | 41   | 41   | 40   | 36   | 30   | 26   | 41      |
| Gemiddeld maximum (°C)                                                                             | 6,3  | 8,4  | 13,3 | 19,2 | 24,1  | 29,0 | 31,3 | 30,3 | 26,4 | 20,2 | 14,4 | 8,2  | 19,3    |
| Gemiddelde temperatuur (°C)                                                                        | 2,2  | 3,9  | 8,2  | 13,8 | 18,9  | 24,0 | 26,6 | 25,6 | 21,7 | 15,3 | 9,8  | 4,3  | 14,5    |
| Gemiddeld minimum (°C)                                                                             | −1,9 | −0,6 | 3,1  | 8,3  | 13,6  | 19,1 | 21,7 | 20,9 | 16,9 | 10,3 | 5,1  | 0,3  | 9,7     |
| Laagste minimum (°C)                                                                               | −26  | −26  | −16  | −9   | 1     | 6    | 11   | 9    | 2    | −3   | −12  | −25  | −26     |
| |      |      |      |      |       |      |      |      |      |      |      |      |         |
| Neerslag (mm)                                                                                      | 71,4 | 66,5 | 88,4 | 77,7 | 101,3 | 96,0 | 94,7 | 74,4 | 94,5 | 86,4 | 80,5 | 77,5 | 1.009,3 |
| Zonuren (uur/dag)                                                                                  | 5    | 6    | 7    | 8    | 9     | 9    | 9    | 8    | 8    | 7    | 5    | 4    | 7,1     |
| Regendagen (dag)                                                                                   | 12   | 9    | 13   | 14   | 15    | 14   | 14   | 12   | 11   | 11   | 11   | 11   | 147     |
| Watertemperatuur (°C)                                                                              | 3    | 3    | 8    | 12   | 18    | 23   | 27   | 28   | 26   | 18   | 11   | 5    | 15,2    |
| Relatieve luchtvochtigheid (%)                                                                     | 62,1 | 60,5 | 58,6 | 58,0 | 64,5  | 65,8 | 66,9 | 69,3 | 69,7 | 67,4 | 64,7 | 64,1 | 64,3    |
| Bron: National Weather Service National Oceanic and Atmospheric Administration Holiday Weather.com |      |      |      |      |       |      |      |      |      |      |      |      |         |

## Demografie
Bij de volkstelling van 2010 telde Washington D.C. 601.723 inwoners. In 2000 waren dat er nog 572.059 inwoners, een daling van 5,7% ten opzichte van 1990, toen er nog 606.900 mensen woonden, en zelfs 28% minder dan in 1950 toen Washington met meer dan 800.000 inwoners tot de grootste steden van het land behoorde. Met bijna 50,7% van de bevolking zijn Afro-Amerikanen de belangrijkste groep terwijl iets meer dan één derde blank is. De bevolkingsdichtheid bedroeg in 2010 3.597,3 per km². De oorzaak van de bevolkingsafname is de stroom van Amerikanen uit de middenklasse die vanuit de stad naar de meer welvarende voorsteden in Virginia en Maryland trekken. De Greater Washington Metropolitan Area, die naast D.C. ook delen van Maryland, Virginia en West Virginia beslaat, telt zo'n 5,5 miljoen inwoners.
Door de status als hoofdstad en de vestiging van vele buitenlandse ambassades in de stad kent D.C. een hoog percentage aan buitenlanders onder de bevolking.
Van de bevolking is 12,2% ouder dan 65 jaar. Zij bestaat voor 43,8% uit eenpersoonshuishoudens. De werkloosheid bedraagt 5,8% (cijfers volkstelling 2000). Het gemiddelde inkomen per hoofd van de bevolking bedraagt circa $28.659 hetgeen boven het landelijke gemiddelde ligt. 
Ongeveer 11,3% van de bevolking van Washington bestaat uit hispanics en latino's, 60% is van Afrikaanse oorsprong en 2,7% van Aziatische oorsprong. De kleine Chinese gemeenschap woont vooral in Chinatown.

## Toerisme
Washington D.C. heeft vele bezienswaardigheden en is een grote trekpleister van de Verenigde Staten. De National Mall is een groot open park in het midden van de stad en heeft veel monumenten gewijd aan Amerikaanse leiders. Ook verbindt het park het Witte Huis met het Capitool. In het midden van het park staat het Washington Monument dat werd opgericht voor George Washington. Andere gedenktekenen nabij de National Mall zijn de Jefferson, Mason, Lincoln, Roosevelt, World War II, Korean War Veterans, Vietnam Veterans, Albert Einstein, US Navy en District of Columbia War Memorials.

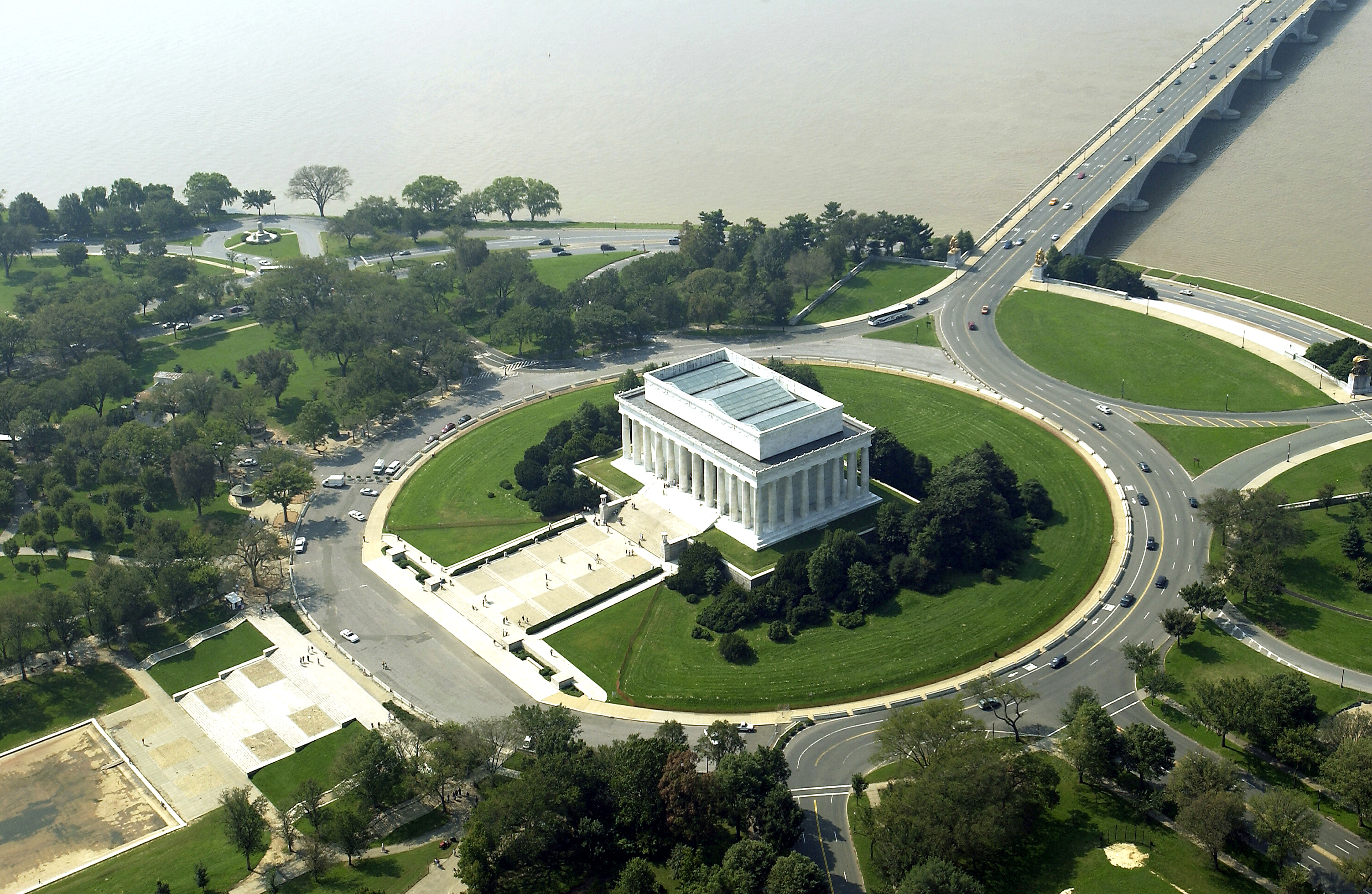
Lincoln Memorial
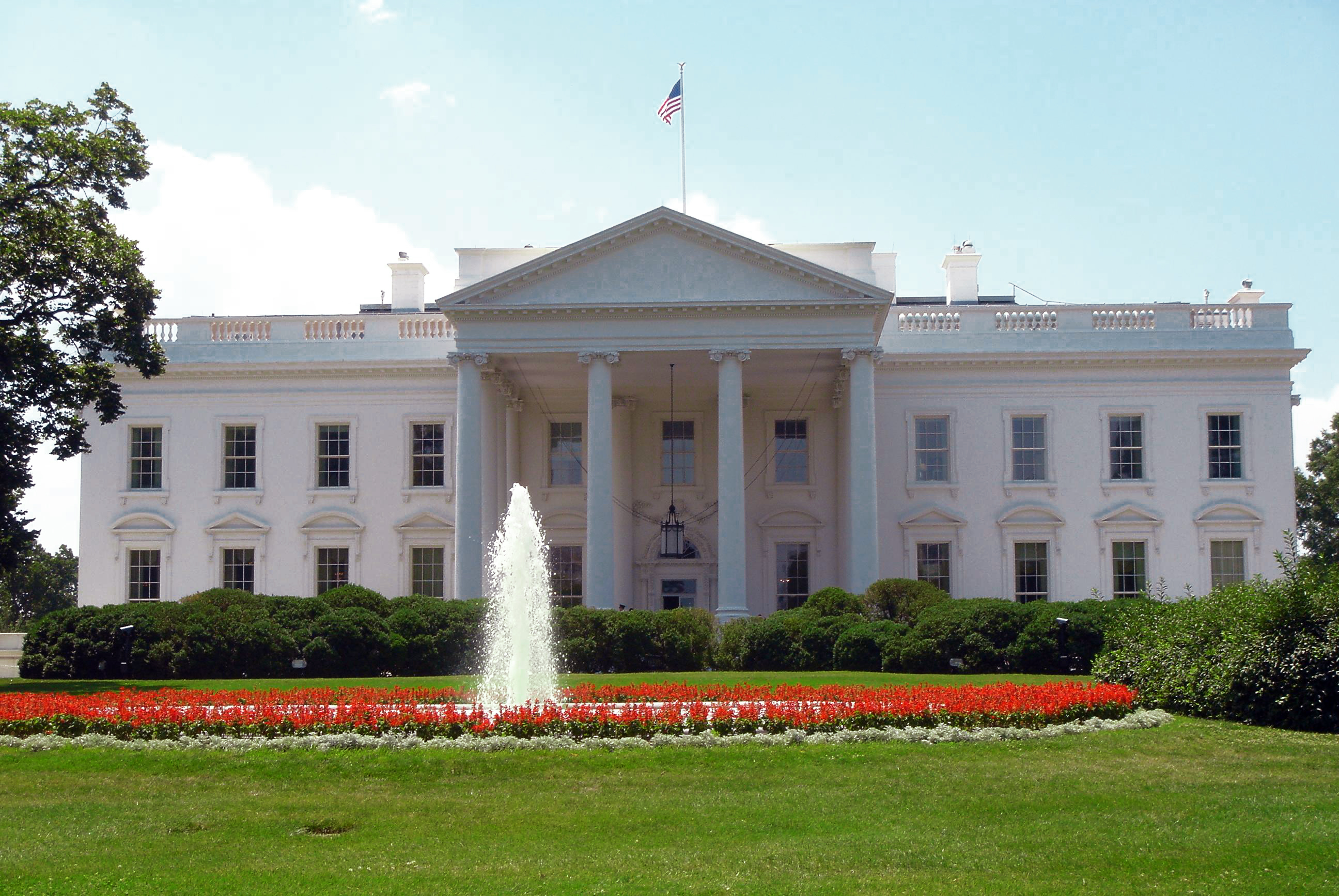
Witte Huis
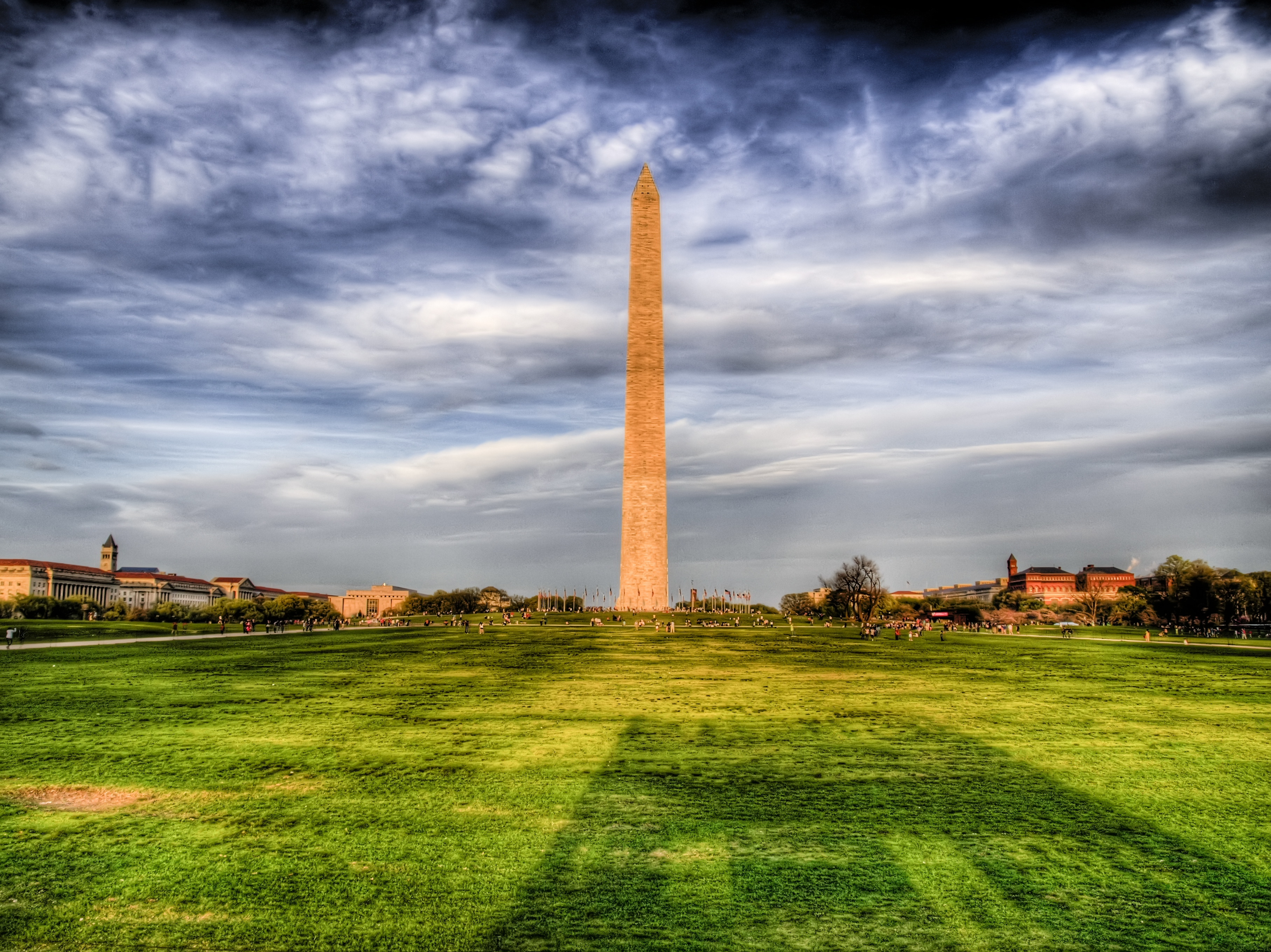
Washington Monument
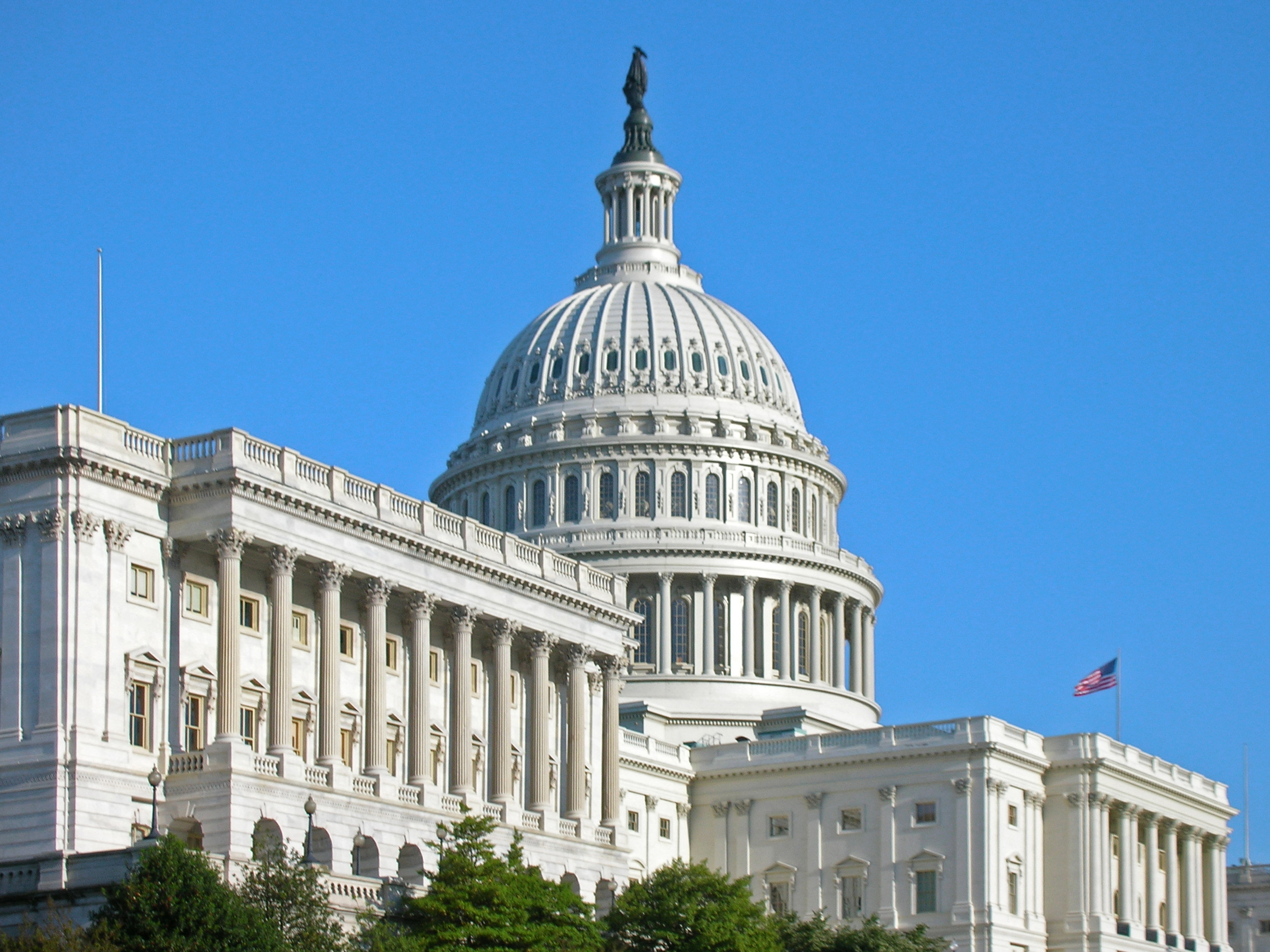
Capitool

Ook het Smithsonian Institution is gevestigd in dit district. Het Smithsonian is een onderzoeksinstituut en heeft gratis toegankelijke musea waaronder het Anacostia Museum, Arthur M. Sackler Gallery, Hirshhorn Museum and Sculpture Garden, National Air and Space Museum, National Museum of American History, National Museum of African American History and Culture, National Museum of the American Indian, National Museum of Natural History, National Portrait Gallery, National Postal Museum, Smithsonian American Art Museum, Renwick Gallery en het Smithsonian National Zoological Park.
Ook naast de musea die deel van het Smithsonian uitmaken zijn er vele (kunst-) musea, waaronder de National Gallery of Art en het National Museum of Women in the Arts. Ook de United States Botanic Garden is vrij toegankelijk. Andere musea zijn het National Museum of Health and Medicine en het United States Holocaust Memorial Museum.
De Library of Congress en de National Archives hebben duizenden documenten die elke periode uit de Amerikaanse geschiedenis beslaan. Een paar van deze documenten zijn de Amerikaanse Onafhankelijkheidsverklaring, de Grondwet van de Verenigde Staten en de Bill of Rights.
Het District of Columbia beheert zijn eigen openbare bibliotheken met 27 vestigingen verspreid door de stad. De hoofdvestiging, ontworpen door architect Ludwig Mies van der Rohe, werd in augustus 1972 geopend en is bekend als de Martin Luther King Jr. Memorial Library.
Andere bezienswaardigheden in het district zijn onder andere Arena Stage, Chinatown, Basilica of the National Shrine of the Immaculate Conception, de Ukrainian Catholic National Shrine of the Holy Family, Blair House, Cathedral of St. Matthew the Apostle, Folger Shakespeare Library, Ford's Theatre, Frederick Douglass National Historic Site, International Spy Museum, National Building Museum, National Geographic Society, The Awakening, Old Post Office Building, Theodore Roosevelt Island, Franciscan Monastery, Victims of Communism Memorial en de Washington National Cathedral.

## Symboliek
Het zegel van Washington D.C. dateert uit 1871 en toont op de voorgrond Vrouwe Justitia die een krans hangt aan een standbeeld van George Washington. Boven in het zegel staat DISTRICT OF COLUMBIA en onder in het zegel staat 1871, het jaar waarin het bestuur van Washington D.C. voor het laatst werd gereorganiseerd, en JUSTITIA OMNIBUS, het motto van de stad wat vertaald kan worden met rechtvaardigheid voor allen. Op de achtergrond rijdt links een stoomtrein over een viaduct langs de opkomende zon voorbij en aan de rechterkant wordt het Capitool afgebeeld met daarachter de Potomac die het federale district van Virginia scheidt. Ook bevinden zich onder in het zegel bij Vrouwe Justitia een adelaar en landbouwproducten.
De vlag van Washington werd aangenomen op 15 oktober 1938, nadat eerder dat jaar al was besloten dat er een vlag zou komen. De vlag was in 1921 ontworpen door Charles A. R. Dunn en toont een wit vlak met twee rode horizontale banden met daarboven drie sterren. De vlag is gebaseerd op het familiewapen van George Washington dat sinds de twaalfde eeuw werd gebruikt. In 2002 bestonden er plannen om de vlag te veranderen door op de rode strepen de tekst TAXATION WITHOUT REPRESENTATION te plaatsen als protest omdat de inwoners van de stad belasting betalen, maar niet worden vertegenwoordigd in het parlement. Dit is een verwijzing naar de leus die de Amerikaanse kolonisten gebruikten in hun streven naar onafhankelijkheid van het Verenigd Koninkrijk, No taxation without representation! Nadat het plan de gemeenteraad was doorgekomen, werd het uiteindelijk door de burgemeester tegengehouden.
Naast een vlag en een zegel heeft Washington D.C. ook enkele andere symbolen waaronder een officiële boom, de scharlaken eik, een officiële vrucht, de kers en een officiële vogel, de Amerikaanse boslijster.

## Sport
| Club                      | Sport        | League                                         | Locatie                         | Kampioenschappen |
| ------------------------- | ------------ | ---------------------------------------------- | ------------------------------- | ---------------- |
| D.C. United               | Voetbal      | Major League Soccer, Eastern Conference        | RFK Stadium                     | 4                |
| Washington D.C. Slayers   | Rugby League | American National Rugby League                 | Raoul Wallenberg Park           | 0                |
| Legg Mason Tennis Classic | Tennis       | U.S. Open Series                               | Rock Creek Park                 | N/A              |
| Washington Bayhawks       | Lacrosse     | Major League Lacrosse                          | Multi-Sport Field               | 2                |
| Washington Capitals       | IJshockey    | NHL, Eastern Conference, Metropolitan Division | Capital One Arena               | 1                |
| Washington Mystics        | Basketbal    | WNBA, Eastern Conference                       | Capital One Arena               | 0                |
| Washington Nationals      | Honkbal      | Major League Baseball; NL, East Division       | Nationals Park                  | 1                |
| Washington Commanders     | Football     | National Football League; NFC, East Division   | FedExField (Landover, Maryland) | 5                |
| Washington Wizards        | Basketbal    | NBA; Eastern Conference, Southeast Division    | Capital One Arena               | 1                |

Andere professionele en semiprofessionele teams zijn het Australisch voetbalteam Baltimore Washington Eagles, vrouwelijk voetbalteam D.C. Divas, de Minor League Football D.C. Explosion, het rugbyteam van de Rugby Super League en andere teams in de Potomac Rugby Union en de Washington Cricket League. De stad was verder de thuisbasis voor de WUSA Washington Freedom en de Washington Wave (van 1987 tot 1989). Gedurende het NLL seizoen 2000-2002 verbleef ook Washington Power in de stad. De Washington D.C. Slayers spelen in de American National Rugby League.
In de 20e eeuw waren er twee Major League Baseball-teams met de naam Washington Senators. Later werden die teams hernoemd tot de Minnesota Twins en Texas Rangers. In de 19e eeuw waren de Washington Nationals, Washington Statesmen en Washington Senators gevestigd in de stad.
Washington was de thuisbasis voor meerdere Negro league baseball-teams, waaronder de Homestead Grays, Washington Black Senators, Baltimore Elite Giants, Washington Pilots en de Washington Potomacs.

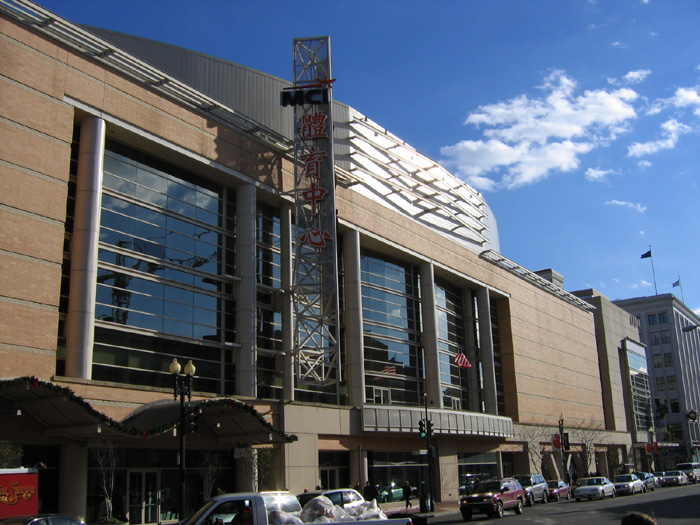
Het Capital One Arena

De Capital One Arena in Chinatown, thuishaven van de Capitals, Mystics, Wizards en de Georgetown Hoyas, huisvest ook concerten, World Wrestling Entertainment (professioneel worstelen) en andere evenementen. Deze arena heeft het oude Capital Centre vervangen. Sinds de opening in 1997 heeft de arena bijgedragen aan de gentrificatie van de wijk.
Het voetbalteam van de stad, DC United, is het meest succesvolle team in de geschiedenis van de Major League Soccer met vier kampioenschappen en tien andere overwinningen. Washington was in 1994 met het Robert F. Kennedy Memorial Stadium speelstad voor het WK voetbal.

## Media

### Kranten
The Washington Post is de oudste en meest gelezen krant in Washington D.C. en heeft zich ontwikkeld tot een van de meest gerenommeerde dagbladen in de Verenigde Staten. De krant verkreeg faam door het aan de kaak stellen van het Watergateschandaal. The Washington Post heeft ook een dagelijkse gratis krant, Express, waarin evenementen, sporten en entertainment worden samengevat. De meer conservatieve dagelijkse The Washington Times en gratis wekelijkse Washington City Paper hebben ook een substantieel lezerspubliek. Op 1 februari 2005 debuteerde de gratis dagelijkse The Washington Examiner die werd gevormd door een keten van kranten uit voorsteden die bekendstaan als de Journal Newspapers.
De wekelijkse Washington Blade en Metro Weekly concentreren zich op de homoseksuele gemeenschap en de Washington Informer en de The Washington Afro American op de Afro-Amerikaanse gemeenschap. Street Sense is een daklozenkrant.
Veel buurten in het district hebben hun eigen kranten. Sommige van deze hebben The Current Newspapers met edities voor Dupont Circle, Foggy Bottom, Georgetown, Chevy Chase en Upper Northwest. Het Capitool heeft een krant genaamd The Capitol Hill Current/Voice of the Hill. Andere kranten zijn In-Towner, Hill Rag. East of the River, D.C. North en The Southwester. Daarnaast zijn er meerdere gespecialiseerde kranten die het Amerikaanse Congres dienen waaronder Roll Call en The Hill.

### Televisie
De binnenstad wordt bediend door meerdere lokale televisiestations en is het op acht na grootste marktgebied in de Verenigde Staten met 2.308.290 huizen (2,05% van de populatie). Grote netwerkfilialen zijn WRC 4 (NBC), WTTG 5 (Fox), WJLA 7 (ABC), WUSA 9 (CBS), WDCW 50 (The CW), WDCA 20 (MyNetwork TV), WETA 26 en WHUT 32.
Kanaal 4, 5 en 20 zijn stations in het bezit van en beheerd door de verschillende netwerken. Publieke kabeltelevisie wordt aangeboden door de Public Access Corporation of the District of Columbia waarbij op twee kanalen simultaan wordt uitgezonden op beide lokale kabelnetwerken. Eén kanaal is gewijd aan religieuze programmering en het andere kanaal biedt diverse programmering. Een regionaal nieuwskanaal, News Channel 8, wordt op kanaal 8 aangeboden in Washington D.C. en omringende gemeenschappen. Bovendien kunnen de meeste televisiestations uit Baltimore worden gezien in de regio Washington.
Spaanstalige televisie wordt vertegenwoordigd door Telemundo WZDC-LP 25 en TeleFutura WMDO-CA 47, maar dit zijn televisiestations die beperkt zijn tot het Capital Beltway gebied. Univision's WFDC 14 is een gewoon station en kan worden ontvangen tot in Baltimore. Op 10 april 2007 schakelde WZDC-LP over van kanaal 64 naar 25 omdat de hoge band van UHF kanalen worden stopgezet in de digitale overschakeling in 2009. Het overschakelen was ook bedoeld om de dekking te vergroten. Aanvankelijk hadden gebruikers last van storingen in Montgomery County en Howard County.
De stations van Univision en Telefutura wisselden op 1 januari 2006 van roepletter waardoor Univision het enige Spaanstalige station werd waar in heel Washington D.C. naar gekeken kan worden. Het Univision netwerk verhuisde van het beperkte kanaal 27 naar het volledige kanaal 14, Univision's jeugd-georiënteerde TeleFutura netwerk wisselde van 14 naar 27. De verandering zorgde ervoor dat Univision en TeleFutura ook op kabeltelevisie van kanaal moesten veranderen.
Verscheidene kabeltelevisienetwerken hebben hun hoofdkantoren in Washington D.C., waaronder C-SPAN in Capitol Hill, BET in Noord-Oost D.C., National Geographic Channel in Downtown, en Discovery Channel in Silver Spring, net als PBS in Alexandria. Ook de grote omroepen en kabelmaatschappijen, waaronder NBC, ABC, CBS, FOX en CNN zijn behoorlijk aanwezig in Washington D.C., net als globale zenders zoals de BBC, CBC en Al Jazeera.

### Radio

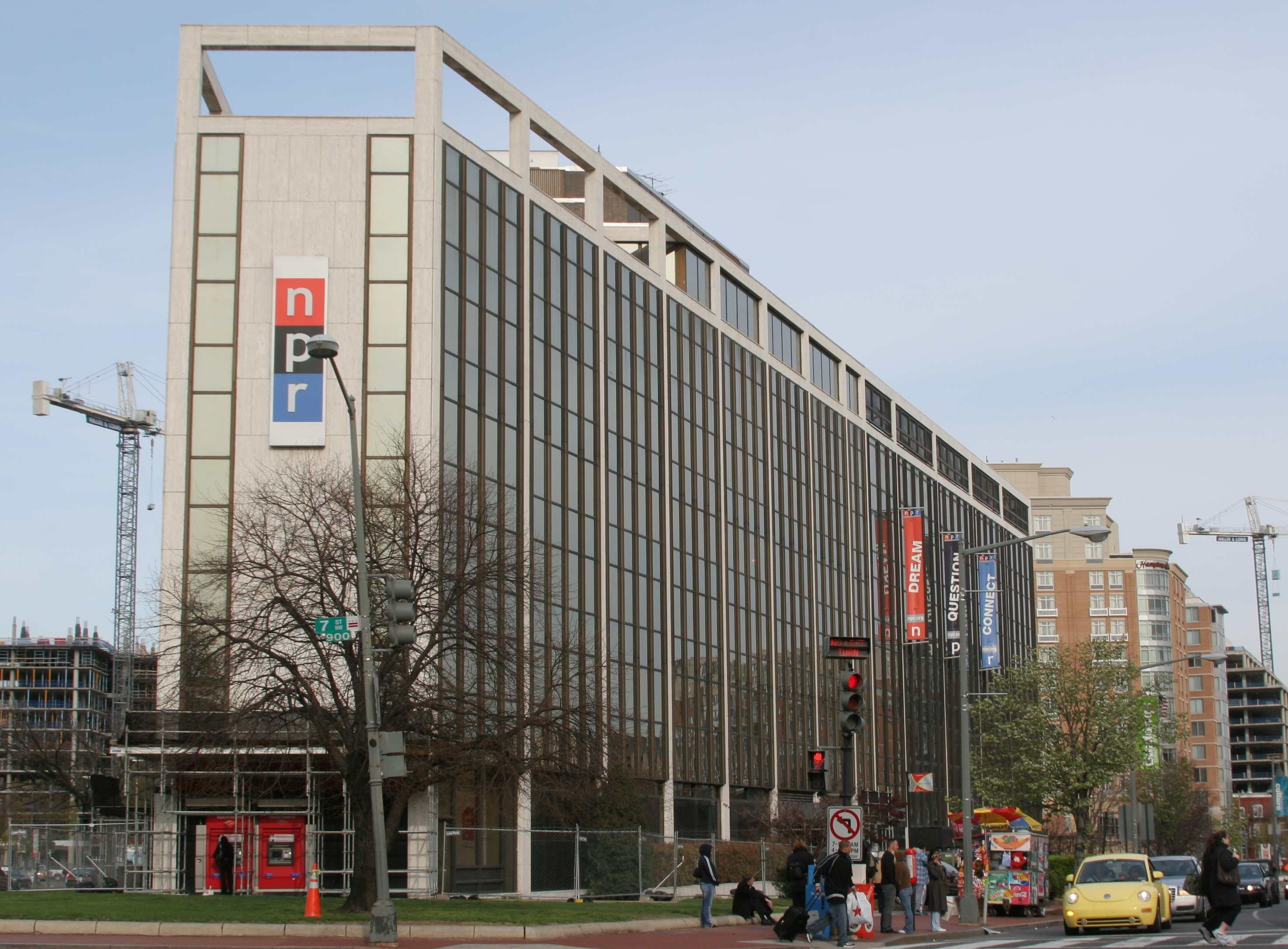
Hoofdkantoor van National Public Radio

De stad kent een grote verscheidenheid aan muziekstations. WIHT uit Rockville (99,5) biedt vooral eigentijdse muziek aan terwijl WTGB en WWDC (94,7 FM en 101,1 FM) voornamelijk Rock-'n-roll uitzenden. Urban pop wordt gedraaid op WPGC (95,5 FM), WHUR (96,3 FM), WMMJ (102,3 FM), WKYS (93,9 FM) en Radio CPR (97,5 FM). Twee grote stations die Christelijke muziek uitzenden zijn WGTS (91,9 FM) en WPER (89,9 FM).
Er zijn talrijke stations met praatprogramma`s over sport, nieuws, en lokale thema's. Tot de belangrijkste behoren WJFK (106,7 FM), WMAL (630 AM, conservatief), WWRC (1260 AM, progressief), WOL 1450 AM (lokaal), en WTEM (980 AM, sport). Triple X ESPN Radio (92,7 FM/94,3 FM/730 AM) is een sportstation dat gerund wordt door Daniel Snyder, de voormalige eigenaar van de Washington Commanders. Verder is er WAVA 105,1 FM en WAVA 780 AM (christelijk), WTOP (103,5 FM, nieuws) en WWWT (1500 AM/107,7 FM). Radioduo`s Don and Mike en Ron and Fez hebben beide grote successen op WJFK gekend. Ron en Fez wordt tegenwoordig uitgezonden op XM Satellite Radio via het netwerk van de studio uit New York.
WOL 1450 AM, WKYS 93,9 FM, en WMMJ 102,3 zijn van Radio One, het grootste Afro-Amerikaanse mediaconglomeraat van het land. Radio One werd opgericht door Cathy Hughes, een prominent figuur op de radio in Washington sinds haar dagen bij WHUR.
Twee zenders, WAMU 88,5 FM (uitgezonden vanuit de American University) en WETA 90,9 FM, zenden programma`s van de National Public Radio uit. Andere zenders in Washington zijn WASH 97,1 FM, WMZQ 98,7 FM (countrymuziek), WLZL El Zol 99,1 FM (Latin/Tropisch), WBIG 100,3 FM (classic hits), WPRS Praise 104,1 FM (gospel), WPGC 1580 AM (gospel), WPFW 89,3 FM (jazz en progressief), WJZW 105,9 FM (jazz) en WRQX 107,3 FM. In sommige delen van de stad en voorstad Maryland kan geluisterd worden naar WMUC 88,1 FM, de enige overgebleven schoolradio in het gebied. Bovendien kunnen de meeste grote radiostations uit Baltimore in het centrum van Washington beluisterd worden.
XM Satellite Radio en NPR zijn gevestigd in Washington, net als de Voice of America, de internationale radiozender van de Amerikaanse overheid.

## Onderwijs
Het openbare schoolsysteem in de stad wordt beheerd door District of Columbia Public Schools en bestaat uit meer dan 150 scholen en onderwijsinstellingen. In 2005-2006 waren er 54.800 studenten ingeschreven in het schoolsysteem.
Washington kent een aantal hoog aangeschreven universiteiten zoals Georgetown University, George Washington University en de Paul H. Nitze School of Advanced International Studies. Andere universiteiten in Washington zijn onder meer American University, Howard University en George Mason University.

## Infrastructuur

### Gezondheid
Het Washington Hospital Center is een non-profit privéziekenhuis en heeft de grootste ziekenhuiscampus. Het ziekenhuis is volgens HCIA en U.S. News & World Report een van de beste in de Verenigde Staten.
Aangrenzend aan de campus zijn het National Rehabilitation Hospital en het Children's National Medical Center gevestigd. Beide worden, evenals het Washington Hospital Center zelf, gerekend tot de betere ziekenhuizen van het land. Het Specialty Hospital of Washington is een ziekenhuis voor spoedgevallen en gespecialiseerde behandelingen voor langere termijn, dat werd opgericht in 1995 in het noordoosten van de stad.
Drie universiteiten in Washington D.C. (George Washington, Georgetown en Howard) hebben bijbehorende medische scholen en ziekenhuizen. De drie ziekenhuizen worden beschouwd als goede instellingen. Het George Washington University Medical Center verwierf bekendheid toen het het leven redde van Ronald Reagan toen die in 1981 werd neergeschoten. De eerstehulpafdeling van het ziekenhuis is naar Reagan vernoemd. Het Universitair Medisch Centrum van Georgetown huisvest het Lombardi Cancer Center, het enige kankerbehandelingscentrum in de regio.
Het oudste nog steeds werkende ziekenhuis in de stad is Procidence Hospital dat in 1861 door Abraham Lincoln werd gesticht. Er zijn daarnaast nog drie non-profit privéziekenhuizen in Washington D.C.: Sibley Memorial Hospital, Hadley Memorial en Greater Southeast Community Hospital.
Tot 2001 konden de inwoners van de stad alleen naar het D.C. General Hospital om zorg te verkrijgen, maar dat werd gesloten door burgemeester Anthony A. Williams. De meeste patiënten werden overgenomen door het Greater Southeast en het Prince George's Hospital in Maryland. Burgemeester Williams stelde in 2005 een State of the Art-faciliteit voor; het National Capital Medical Center. Het werd gebouwd op de campus van D.C. General in samenwerking tussen de stad en de universiteit van Georgetown. Uit een analyse van de kosten bleek dat deze veel hoger waren dan verwacht en de steun voor het project nam snel af. In 2006 maakte Williams bekend dat hij een project van 72 miljoen Amerikaanse dollar steunde voor een nieuw zorgcomplex.
Er zijn drie psychiatrische ziekenhuizen in de stad: Riverside Hospital, St. Elizabeths Hospital en het Psychiatric Institute of Washington.
Een prominent ziekenhuis in Washington D.C. was het Walter Reed Army Medical Center, een militair ziekenhuis voor het Amerikaanse leger. Het ziekenhuis had 5.500 bedden en bood zorg aan militairen vanuit alle takken van het leger, de president, de vicepresident en congresleden. Het ziekenhuis is in 2011 gesloten zodat het in een grotere faciliteit in Bethesda kon worden gehuisvest. Veteranen krijgen zorg in het Veterans' Affairs Medical Center.

### Nutsbedrijven
Washington D.C. haalt zijn drinkwater uit de Potomac. Het Washington Aqueduct, dat beheerd wordt door het Army Corps of Engineers, zorgt voor de watervoorraad en behandelingsfaciliteiten waaronder de Dalecarlia en McMillan reservoirs. Behandeld water wordt gedistribueerd door de District of Columbia Water and Sewer Authority. In juli 2007 wezen testen uit dat er onveilige hoeveelheden chloor en lood in het water zaten.

### Verkeer en vervoer

#### Wegen
De belangrijkste straten in Washington zijn Pennsylvania Avenue die het Witte Huis met het Capitool verbindt, Constitution Avenue die langs de noordkant van het Capitool en parallel aan de National Mall loopt en Independence Avenue ten zuiden van ervan. De driehoek die gevormd wordt door Pennsylvania Avenue, Constitution Avenue en 14th Street wordt de Federal Triangle genoemd. Constitution Avenue is onderdeel van de U.S. Route 50.

#### Metro en bussen
Washington heeft een uitgebreid metronetwerk en er rijden ook veel stadsbussen. Het grootste spoorwegstation van de stad is het Union Station.

#### Luchtvaart

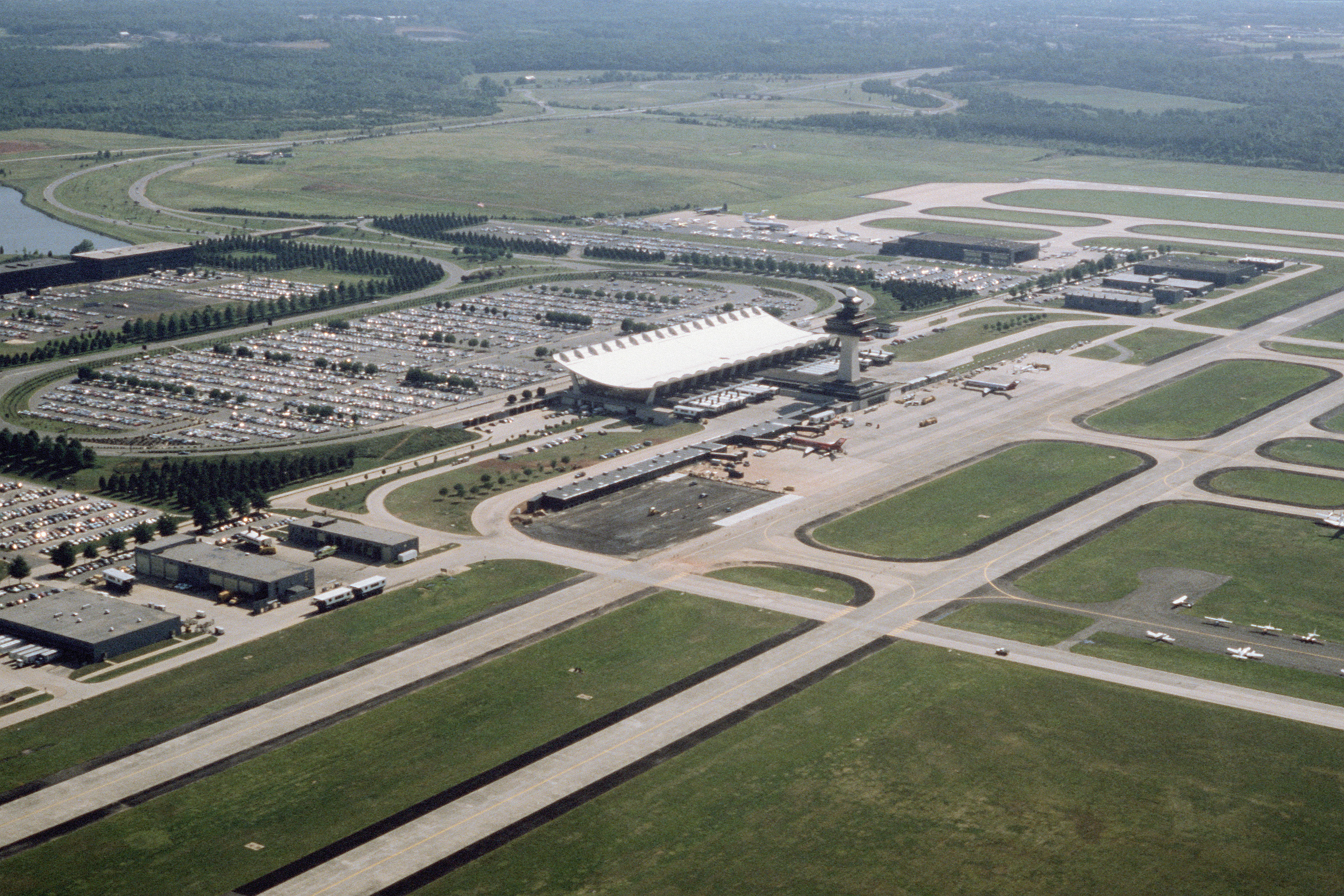
Washington Dulles International Airport vanuit de lucht

Washington D.C. kan gebruikmaken van drie grote luchthavens: twee in Virginia en een in Maryland. Ronald Reagan Washington National Airport is het dichtstbij, in Arlington County, Virginia, aan de overkant van de Potomac vanaf Hains Point, en is bereikbaar via de metro van Washington. De luchthaven is gemakshalve in downtown gevestigd, maar heeft beperkte vluchten naar andere luchthavens in de Verenigde Staten vanwege lawaai en veiligheidsaspecten. De meeste internationale vluchten vertrekken en komen binnen op Washington Dulles International Airport dat 42 kilometer ten westen van de stad ligt in Fairfax en Loudoun. Dulles is de op-een-na drukste internationale luchthaven van de oostkust. Dulles is een hub van United Airlines maar biedt ook goedkope diensten aan van JetBlue en Southwest. Het aantal goedkope vluchten is wel afgenomen nadat Independence Air, dat zijn hoofdkantoor bij Dulles had, in januari 2006 stopte. Sinds 2022 is Dulles ook per metro te bereiken. Daarnaast is er een stadsbus en ook zijn er shuttle-bussen die passagiers van en naar (hotels in) de stad vervoeren.
Baltimore-Washington International Thurgood Marshall Airport ligt circa 50 kilometer ten noordoosten van de stad in Anne Arundel County, vlak bij Baltimore.
Overige luchtvaartbewegingen vinden plaats via meerdere kleinere luchthavens zoals Montgomery County Airpark, College Park Airport, Potomac Airfield en Manassas Regional Airport. Sinds 2003 is toegang tot de luchthavens die dicht bij de stad liggen beperkt door een Air Defense Identification Zone (ADIZ).

## Stedenbanden
Washington D.C. heeft veertien partnersteden:
- Accra (Ghana), sinds 2006
- Addis Abeba (Ethiopië), sinds 2013
- Ankara (Turkije), sinds 2011
- Athene (Griekenland), sinds 2000
- Bangkok (Thailand), sinds 1962
- Brasilia (Brazilië), sinds 2013
- Brussel (België), sinds 1985
- Dakar (Senegal), sinds 1980
- Parijs (Frankrijk), sinds 2000
- Peking (China), sinds 1984
- Rome (Italië), sinds 2011
- Seoel (Zuid-Korea), sinds 2006
- Sunderland (Verenigd Koninkrijk), sinds 2006
- Tshwane (Zuid-Afrika), sinds 2002